# Aeropuerto de Ustupu
El aeropuerto de Ustupu (IATA: UTU) es un aeródromo público panameño que sirve al pueblo e isla de Ustupu ubicado en la Comarca Guna Yala en el mar Caribe.
El aeródromo está ubicado en la costa a 800 metros al suroeste de la isla de Ustupu. La isla se accede desde el aeródromo por medio de lancha. El aeródromo está ubicado en una zona remota y aislada sin conexión vial al resto del país.

## Aerolíneas y destinos
No hay servicio de vuelos de pasajeros al aeródromo. Air Panama ofrece servicio aéreo de pasajeros desde la Ciudad de Panamá al aeropuerto de Ustupu-Ogobsucum, localizado en la isla de Ustupu al lado del pueblo.

## Información técnica
El aeropuerto tiene una pista de aterrizaje de hormigón que mide 450 metros en longitud.
El VOR de La Palma (Ident: PML) está localizado a 83 kilómetros al sur-suroeste del aeropuerto.